# Muzeul dinozaurilor din Zigong

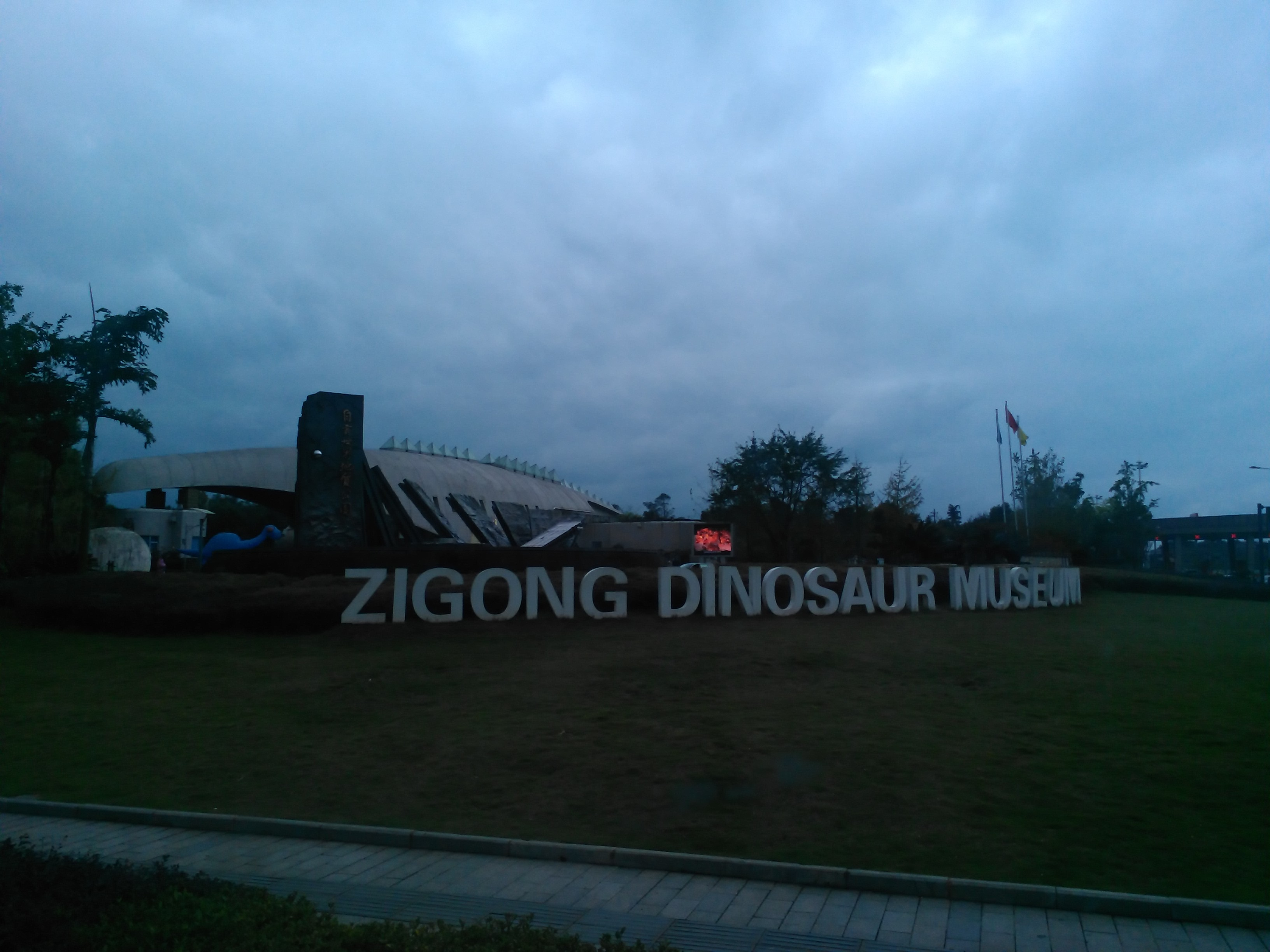
Muzeul dinozaurilor din Zigong

Muzeul dinozaurilor din Zigong (China) a fost fondat în anul 1987, este primul muzeu de acest tip din Asia și deține 18 schelete complete de dinozauri din care fac parte specii precum: Gigantspicosaurus, Huayangosaurus, Omeisaurus, Xiaosaurus, Yangchuanosaurus. De asemenea, muzeul prezintă vizitatorilor, într-un spațiu vast, o parte a unui site de excavare important.